# Bitcoin Cash
Bitcoin Cash (BCH) är en kryptovaluta som skapades 2017 som en "hard fork" av Bitcoin. Målet med Bitcoin Cash var att förbättra skalbarheten och transaktionshastigheten jämfört med Bitcoin. Genom att öka storleken på blocken i blockkedjan kan Bitcoin Cash hantera fler transaktioner per sekund, vilket leder till lägre transaktionskostnader. Bitcoin Cash går att använda med hjälp av ett flertal olika kryptoplånböcker och går att inhandla eller växla till sig på ett flertal internetbaserade kryptobörser. Valutan används främst som ett alternativ till Bitcoin för snabbare och billigare betalningar.
Sedan lanseringen 2017 har Bitcoin Cash kraftigt tappat i värde jämfört med originalet och valutan benämns ofta föraktfullt som Btrash eller ett shitcoin av mer ortodoxa Bitcoin-anhängare.